# Katarzyna Nowak
Katarzyna Nowak, née le 13 janvier 1969 à Łódź, est une joueuse de tennis polonaise.

## Palmarès

### Titre en simple dames
Aucun

### Finale en simple dames
Aucune

### Titre en double dames
Aucun

### Finale en double dames
Aucune

## Parcours en Grand Chelem

### En simple dames
| Année | Open d'Australie | Open d'Australie | Internationaux de France | Internationaux de France | Wimbledon       | Wimbledon      | US Open         | US Open         |
| ----- | ---------------- | ---------------- | ------------------------ | ------------------------ | --------------- | -------------- | --------------- | --------------- |
| 1990  | -                | -                | 1er tour (1/64)          | Hu Na                    | -               | -              | -               | -               |
| 1991  | -                | -                | -                        | -                        | -               | -              | 1er tour (1/64) | Emanuela Zardo  |
| 1992  | -                | -                | 1er tour (1/64)          | Wiltrud Probst           | 2e tour (1/32)  | Judith Wiesner | 1er tour (1/64) | Pascale Paradis |
| 1993  | 1er tour (1/64)  | Sabine Hack      | -                        | -                        | -               | -              | -               | -               |
| 1994  | -                | -                | 2e tour (1/32)           | L. Davenport             | -               | -              | -               | -               |
| 1995  | -                | -                | 3e tour (1/16)           | Kimiko Date              | -               | -              | 1er tour (1/64) | Jolene Watanabe |
| 1996  | 1er tour (1/64)  | Nanne Dahlman    | 1er tour (1/64)          | Naoko Sawamatsu          | 1er tour (1/64) | G. Pizzichini  | -               | -               |

À droite du résultat, l’ultime adversaire.

### En double dames
N'a jamais participé à un tableau final.

### En double mixte
N'a jamais participé à un tableau final.

## Parcours aux Jeux olympiques

### En simple dames
| # | Date       | Nom de l'olympiade       | Surface      | Résultat        | Ultime adversaire | Score     |          |
| - | ---------- | ------------------------ | ------------ | --------------- | ----------------- | --------- | -------- |
| 1 | 28/07/1992 | Olympic Games, Barcelone | Terre (ext.) | 1er tour (1/32) | Julie Halard      | 6-4, 7-61 | Parcours |

## Parcours en Coupe de la Fédération
| #                                                                             | Date       | Lieu       | Surface                        | Gagnante(s)                  | Perdante(s)        | Score              |          |
|                                                                               |            |            |                                |                              |                    |                    |          |
| 1988 - 1er tour (groupe mondial) - Italie - Pologne - 2 : 1                   |            |            |                                |                              |                    |                    |          |
| 1                                                                             | 05/12/1988 | Melbourne  |                                | Katarzyna Nowak              | Laura Garrone      | 0-6, 6-4, 6-3      | Parcours |
| 1                                                                             | 05/12/1988 | Melbourne  | Cathy Caverzasio Laura Garrone | Katarzyna Nowak Ewa Zerdecka | 2-6, 7-63, 6-2     |                    | Parcours |
|                                                                               |            |            |                                |                              |                    |                    |          |
| 1989 - 1er tour qualifications (groupe mondial) - Singapour - Pologne - 0 : 3 |            |            |                                |                              |                    |                    |          |
| 2                                                                             | 01/10/1989 | Tokyo      | Dur (ext.)                     | Katarzyna Nowak              | Lela Zainal        | 6-2, 6-4           | Parcours |
|                                                                               |            |            |                                |                              |                    |                    |          |
| 1989 - 1er tour (groupe mondial) - Pologne - Danemark - 0 : 3                 |            |            |                                |                              |                    |                    |          |
| 3                                                                             | 03/10/1989 | Tokyo      | Dur (ext.)                     | Tine Scheuer-Larsen          | Katarzyna Nowak    | 6-0, 6-2           | Parcours |
|                                                                               |            |            |                                |                              |                    |                    |          |
| 1990 - 1er tour qualifications (groupe mondial) - Pologne - Uruguay - 2 : 1   |            |            |                                |                              |                    |                    |          |
| 4                                                                             | 21/07/1990 | Atlanta    | Dur (ext.)                     | Patricia Miller              | Katarzyna Nowak    | 2-6, 6-4, 2, ab.-0 | Parcours |
|                                                                               |            |            |                                |                              |                    |                    |          |
| 1990 - 1er tour (groupe mondial) - États-Unis - Pologne - 3 : 0               |            |            |                                |                              |                    |                    |          |
| 5                                                                             | 23/07/1990 | Atlanta    | Dur (ext.)                     | Zina Garrison                | Katarzyna Nowak    | 6-0, 6-1           | Parcours |
|                                                                               |            |            |                                |                              |                    |                    |          |
| 1991 - 1er tour qualifications (groupe mondial) - Pologne - Kenya - 3 : 0     |            |            |                                |                              |                    |                    |          |
| 6                                                                             | 19/07/1991 | Nottingham |                                | Katarzyna Nowak              | Anita Aggarwal     | 6-0, 6-0           | Parcours |
|                                                                               |            |            |                                |                              |                    |                    |          |
| 1991 - 2e tour qualifications (groupe mondial) - Pologne - Uruguay - 3 : 0    |            |            |                                |                              |                    |                    |          |
| 7                                                                             | 21/07/1991 | Nottingham |                                | Katarzyna Nowak              | Patricia Miller    | 6-0, 6-0           | Parcours |
|                                                                               |            |            |                                |                              |                    |                    |          |
| 1991 - 1er tour (groupe mondial) - Pologne - France - 2 : 1                   |            |            |                                |                              |                    |                    |          |
| 8                                                                             | 22/07/1991 | Nottingham |                                | Katarzyna Nowak              | Nathalie Tauziat   | 4-6, 6-4, 6-4      | Parcours |
|                                                                               |            |            |                                |                              |                    |                    |          |
| 1991 - 2e tour (groupe mondial) - Indonésie - Pologne - 2 : 1                 |            |            |                                |                              |                    |                    |          |
| 9                                                                             | 24/07/1991 | Nottingham |                                | Yayuk Basuki                 | Katarzyna Nowak    | 6-1, 6-1           | Parcours |
|                                                                               |            |            |                                |                              |                    |                    |          |
| 1992 - 1er tour (groupe mondial) - Pologne - Israël - 3 : 0                   |            |            |                                |                              |                    |                    |          |
| 10                                                                            | 13/07/1992 | Francfort  | Terre (ext.)                   | Katarzyna Nowak              | Anna Smashnova     | 6-2, 6-77, 6-1     | Parcours |
|                                                                               |            |            |                                |                              |                    |                    |          |
| 1992 - 2e tour (groupe mondial) - Pologne - Suède - 2 : 1                     |            |            |                                |                              |                    |                    |          |
| 11                                                                            | 15/07/1992 | Francfort  | Terre (ext.)                   | Katarzyna Nowak              | Catarina Lindqvist | 7-64, 6-74, 6-3    | Parcours |
|                                                                               |            |            |                                |                              |                    |                    |          |
| 1992 - 1/4 de finale (groupe mondial) - Allemagne - Pologne - 3 : 0           |            |            |                                |                              |                    |                    |          |
| 12                                                                            | 16/07/1992 | Francfort  | Terre (ext.)                   | Steffi Graf                  | Katarzyna Nowak    | 6-0, 6-0           | Parcours |
|                                                                               |            |            |                                |                              |                    |                    |          |
| 1993 - 1er tour (groupe mondial) - Pologne - Indonésie - 1 : 2                |            |            |                                |                              |                    |                    |          |
| 13                                                                            | 19/07/1993 | Francfort  | Terre (ext.)                   | Katarzyna Nowak              | Yayuk Basuki       | 6-3, 2-6, 6-3      | Parcours |
|                                                                               |            |            |                                |                              |                    |                    |          |
| 1993 - Barrage (groupe mondial I) - Grande-Bretagne - Pologne - 1 : 2         |            |            |                                |                              |                    |                    |          |
| 14                                                                            | 22/07/1993 | Francfort  | Terre (ext.)                   | Clare Wood                   | Katarzyna Nowak    | 4-0, ab.           | Parcours |
|                                                                               |            |            |                                |                              |                    |                    |          |
| 1994 - 1er tour (groupe mondial) - Autriche - Pologne - 2 : 1                 |            |            |                                |                              |                    |                    |          |
| 15                                                                            | 19/07/1994 | Francfort  | Terre (ext.)                   | Judith Wiesner               | Katarzyna Nowak    | 6-3, 7-5           | Parcours |

## Classements WTA

### Classements en simple en fin de saison
| Année | 1988 | 1989 | 1990 | 1991 | 1992 | 1993 | 1994 | 1995 | 1996 | 1997 | 1998 |
| Rang  | 258  | 285  | 173  | 149  | 112  | 216  | 114  | 50   | 137  | 248  | 284  |

Source : (en) « Classements de Katarzyna Nowak », sur le site officiel du WTA Tour

### Classements en double en fin de saison
| Année | 1988 | 1989 | 1990 | 1991 | 1992 | 1993 | 1994 | 1995 | 1996 | 1997 | 1998 |
| Rang  | 266  | 290  | 343  | -    | -    | -    | -    | -    | -    | 578  | 799  |

Source : (en) « Classements de Katarzyna Nowak », sur le site officiel du WTA Tour